# Каримжиев, Кентай
Кентай Каримжиев (1894, Кулан, Аулиеатинский уезд, Сырдарьинская область, Туркестанский край, Российская империя — 21 января 1970, Акермен, Джамбулская область) — старший чабан Меркенского овцесовхоза Джамбулской области, Казахская ССР. Герой Социалистического Труда (1958).

## Биография
Родился в 1894 году в крестьянской семье в одном из сельских населённых пунктов Аулеаатинского уезда. С раннего возраста трудился в сельском хозяйстве. С 1930 году трудился чабаном, старшим чабаном в Меркенском овцесовхозе Джамбулской области. Ежегодно выращивал в среднем по 135—137 ягнят от каждой сотни овцематок.
В 1957 году получил в среднем по 120 ягнят от каждой сотни овцематок и настриг по 5 килограмм шерсти с каждой овцы. Средний вес к отбивке ярок составил 32 килограмма и баранчиков — 35 килограмма. Сверхплановая прибыль от его отары составил 27 тысяч рублей. Указом Президиума Верховного Совета СССР от 29 марта 1958 года удостоен звания Героя Социалистического Труда за «выдающиеся успехи, достигнутые в деле развития овцеводства, увеличении производства и сдачи государству мяса, шерсти и шкурок каракуля в 1957 году, широкое применение в практике своей работы достижений науки и передового опыта» с вручением ордена Ленина и золотой медали «Серп и Молот» (№ 8564).
Неоднократно участвовал в работе Всесоюзной выставки ВСХВ, где получал медали.
После выхода на пенсию проживал в Джамбулской области. Дата смерти не установлена.

## Награды
- Герой Социалистического Труда
- Орден Ленина
- Заслуженный мастер социалистического животноводства Казахской ССР (1954)